# Кюмон, Франц
Франц Валери Мари Кюмон (фр. Franz-Valéry-Marie Cumont; 3 января 1868, Алст, Бельгия — 20 августа 1947, Волюве-Сен-Пьер, Брюссельский столичный регион, Бельгия) — бельгийский историк и археолог. Специалист в области восточных культур и религий.

## Биография
Родился 3 января 1868 года в городе Алсте, Бельгия. Учился философии и литературе в Гентском университете, который окончил в 1887 году, получив степень доктора философии. Также учился в Берлине, Вене и Париже.
В 1892—1910 годах — профессор классической филологии Гентского университета. В 1905 году приглашенный профессор в Коллеж де Франс и в 1906 году в Оксфордском университете. В 1910 году Эдуард Декамп, министр науки и искусства Бельгии, отказался принять Кюмона на кафедру римской истории по религиозным причинам. Среди преподавателей и студентов было недовольство в сторону тогдашнего министра.
Руководитель многих археологических экспедиций в Сирии и Турции. Его исследования были направлены на древневосточные политеистические религиозные культы, особенно на культ Митры и её влияния на Римскую культуру. 
Автор около тысячи публикаций. Член Королевской академии наук и искусств Бельгии и Румынской академии. В 1936 году Франц Кюмон был удостоен премии Франки.
Умер 20 августа 1947 года в Волюве-Сен-Пьер.